# Hehlentor
Hehlentor ist ein Ortsteil der Stadt Celle in Niedersachsen, der nördlich des Stadtzentrums liegt und seinen Namen vom ehemaligen Stadttor der Stadtbefestigung Celle hat.

## Geschichte

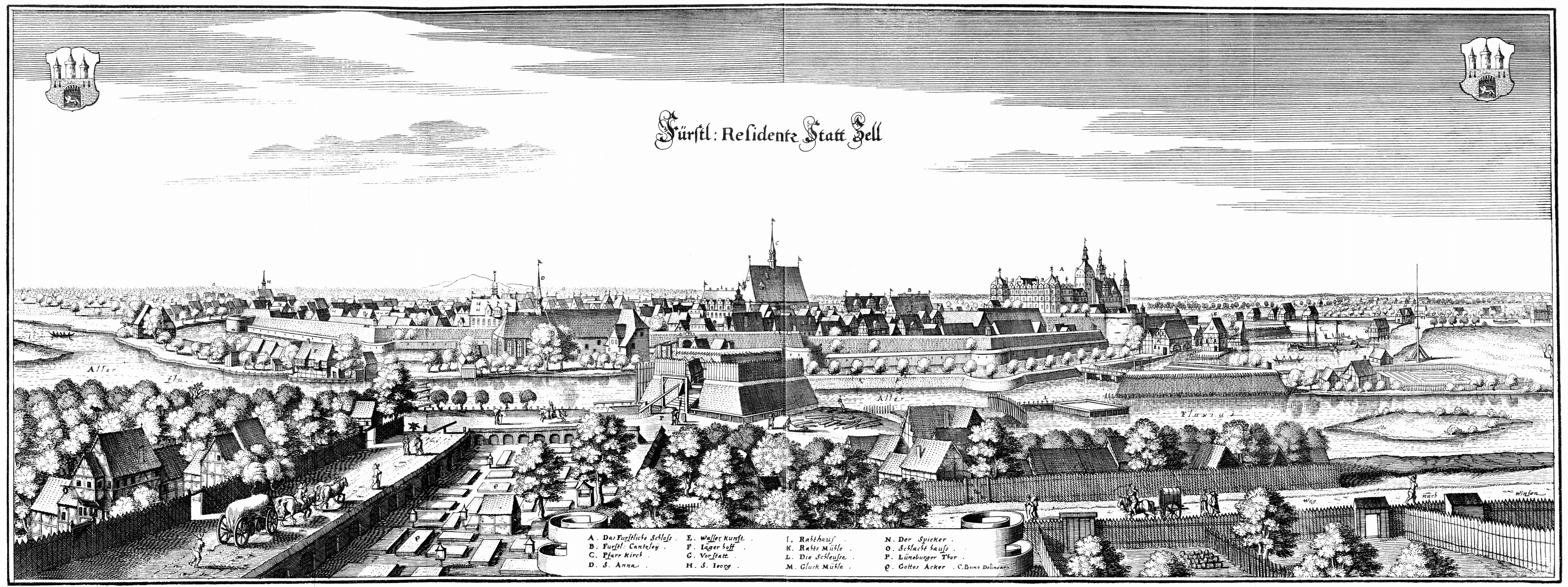
Das Hehlentor der Celler Stadtbefestigung vom Harburger Berg aus gesehen. Merian, 1654.

Eine Allerbrücke, die von dem Hehlentorgebiet über die Aller nach Celle führte, wurde erstmals 1325 genannt. Hier trafen Straßen aus Bremen und Lüneburg zusammen. Die ehemalige, heute nicht mehr existierende, Marienkapelle entstand 1438. Sie wurde nach Einführung der Reformation unter Herzog Ernst dem Bekenner 1527 zur Friedhofskapelle der Stadtkirchengemeinde. 1540 wird dieser Bereich „vor dem Helen dhore“ genannt. Der Name des Hehlentors stammt von den Dörfern Groß Hehlen und Klein Hehlen, die nur wenige Kilometer vor der Stadt lagen. Im 17. Jahrhundert entstanden die ersten Wohnhäuser – bald folgten Handwerker und Gaststätten. Eine politische Gemeinde bildete sich 1849, doch schon 1869 wurde das Hehlentorviertel nach Celle eingemeindet.
Zur Vorbereitung zum Start des Farbfernsehens nach dem PAL-System in Westdeutschland im August 1967 baute Telefunken ab 1964 ein neues Werk für die Herstellung von Farbfernsehempfängern, das im Mai 1966 seinen Betrieb aufnahm. In den 1970er Jahren waren bei dem damals größten Arbeitgeber der Stadt Celle bis zu 2800 Menschen beschäftigt. Das Telefunken-Fernsehgerätewerk gehörte ab 1984 zum französischen Konzern Thomson-Brandt und wurde 1997 geschlossen. Auf dem ehemaligen Werksgelände an der Telefunkenstraße befindet sich heute ein Einkaufszentrum mit Baumarkt.

## Politik

### Ortsrat
Die Ortsrat Hehlentor hat neun Mitglieder.

Bei der Kommunalwahl 2021 ergab sich folgende Sitzverteilung:
| Ortsrat 2021Insgesamt 9 Sitze - SPD: 2 - Grüne: 2 - FDP: 1 - CDU: 3 - AfD: 1 |

### Ortsbürgermeisterin
Ortsbürgermeisterin ist Marianne Schiano (CDU).

## Religion
Der Ortsteil Hehlentor ist Teil des evangelisch-lutherischen Kirchenkreis Celle und des römisch-katholischen Bistums Hildesheim.

## Gebäude, Kultur und Sehenswürdigkeiten
- Dammaschwiese und Thaers Garten, ein Naherholungsgebiet
- Das Deutsche Stickmustermuseum, ein Spezialmuseum für Stickmustertücher (seit Ende Februar 2013 geschlossen)
- Heilpflanzengarten Celle, ein ehemaliges Projekt der Expo 2000
- Jüdischer Friedhof Celle

## Wirtschaft und Infrastruktur
- Albrecht-Thaer-Schule, eine Fachschule für ländliche Hauswirtschaft
- Allgemeines Krankenhaus Celle (AKH), mit 698 Betten eines der größten Akutkliniken Niedersachsens
- Bundesagentur für Arbeit – Niederlassung Celle
- Bundesforschungsanstalt für Kleintierzucht
- Kaserne Trenchars-Barracks der Britischen Streitkräfte
- Landessozialgericht Niedersachsen-Bremen
- Stadtfriedhof, mit sieben Hektar der zweitgrößte Friedhof der Stadt Celle, u. a. mit dem Grab von Generalfeldmarschall August von Mackensen
- SVO Energie, ein Betrieb der E.ON Avacon
- zwei Kindergärten
- zwei Kindertagesstätten
- eine Grundschule